# Dainitella
Dainitella es un género de foraminífero bentónico de la subfamilia Lenticulininae, de la familia Vaginulinidae, de la superfamilia Nodosarioidea, del suborden Lagenina y del orden Lagenida. Su especie tipo es Dainitella explanata. Su rango cronoestratigráfico abarca desde el Oxfordiense hasta el Volgiense (Jurásico superior).

## Clasificación
Dainitella incluye a las siguientes especies:
- Dainitella aperta †
- Dainitella decliva †
- Dainitella explanata †
- Dainitella lingulata †
- Dainitella lopsiensis †